# Кульвон
Кульво́н (фр. Coulevon) — коммуна во Франции, находится в регионе Франш-Конте. Департамент — Верхняя Сона. Входит в состав кантона Везуль-Эст. Округ коммуны — Везуль.
Код INSEE коммуны — 70179.

## География
Коммуна расположена приблизительно в 320 км к юго-востоку от Парижа, в 50 км севернее Безансона, в 4 км к северо-востоку от Везуля.
На юге коммуны протекает река Дюржон.

## Население
Население коммуны на 2010 год составляло 193 человека.
| 1962 | 1968 | 1975 | 1982 | 1990 | 1999 | 2010 |
| ---- | ---- | ---- | ---- | ---- | ---- | ---- |
| 174  | 202  | 201  | 223  | 216  | 205  | 193  |

## Администрация
| Период | Период | Фамилия     | Партия | Примечания |
| ------ | ------ | ----------- | ------ | ---------- |
| 1979   | 2001   | Эмма Моризо |        |            |
| 2001   | 2014   | Пьер Эман   |        |            |

## Экономика

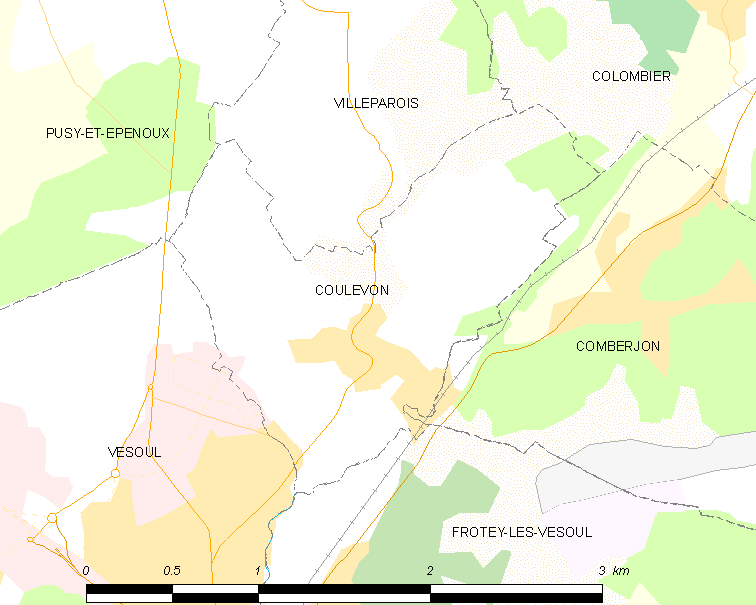
Карта коммуны

В 2010 году среди 118 человек трудоспособного возраста (15—64 лет) 95 были экономически активными, 23 — неактивными (показатель активности — 80,5 %, в 1999 году было 70,9 %). Из 95 активных жителей работали 86 человек (47 мужчин и 39 женщин), безработных было 9 (4 мужчины и 5 женщин). Среди 23 неактивных 3 человека были учениками или студентами, 13 — пенсионерами, 7 были неактивными по другим причинам.